# Geruchsschwellenkonzentration
Die Geruchsschwellenkonzentration (kurz GSK) einer Substanz in Wasser ist die Konzentration, bei der es den Geruchsschwellenwert 1 hat.